# Asura (proiect muzical)
Asura este numele proiectului muzical francez de muzică ambient și trance al lui Charles Farewell (n. 7 ianuarie 1975).

## Biografie
Pornind din 1996, anul în care Charles Farewell și Vincent Villuis, creează proiectul ASURA  șlefuind un sunet electronic spațial personal,între trance psichedelic, Ambient și World music. În 1998, Christopher Maze se alătură trupei iar în 2000, apare albumul Code Eternity, fiind primul album Asura și Infinium Records (ex Ultimae Records). Vincent Villuis părăsește proiectul în 2001, pentru a se dedica noului său proiect, Aes Dana, fiind înlocuit în același an de Alex Ackerman.
Cel de-al doilea album, Lost Eden, a apărut în 2003.
Din iulie 2005, după plecarea lui Christopher Maze și Alex Ackerman, ASURA devine un proiect solo, compus exclusiv din Charles Farewell, co-fondator al proiectului.
Cel de-al treilea album, Life², a fost lansat pe 7 iulie 2007, through Ultimae Records. 
Cel de-al patrulea album, 360, a fost lansat pe 10 octombrie 2010, still through Ultimae Records.

## Discografie

### Albume
- Code Eternity (2000, Ultimae Records INRE 001)
  - relansat în 2001 de Ultimae Records INRE 003
  - relansat în India in 2006 by Dada Music
- Lost Eden (2003, eFrenchSound Records 175152)
  - relansat în 2004 de Tv Matters
- Life² (2007, Ultimae Records INRE 025)
- 360 (2010, Ultimae Records INRE 043)
- Oxygene (2011, Altar Records ARCDA18)

### EP-uri
- Afterain and Planisphere 7 Part One, pe Asura Afterain EP, Soundmute 2008

### Apariții pe compilații
- Global Psychedelic Trance Volume 4 (1998, Spirit Zone)
  - include piesa "Mother Gaia"
- Zepi Tepi (1998, Chaos Unlimited)
  - include piesa "De Profundis"
- Trinity, pe Psychedelic Chillout 1, Zoomshot 1999
- Territories part two, la Wax Magazine, Chaos Unlimited 2000
- Alexander A,, pe Contact Clubber 1, BNE Hommega 2000
- Amber Rain and They Will come, on Fahrenheit Project part 1, Ultimae Records 2001
- Territories part two, on Spirit of Ankh 1, Psysolation 2001
- Lost Eden, on Chiller Waves, AP Records 2002
- Lost Eden, on Module 01, 3D Vision 2002
- Land and Freedom, on Musique pour le Bain, eFrenchSound 2002
- From the Abyss, on Sun Session, eFrenchSound 2003
- Xp continuum, on Four AD, Waveforms 2003
- Totem, on Perfect Trance 2.0, Neurodisc 2003
- Stone Hedge, on Trance Gamer 2, Green Energy 2003
- Relaxation (2004, Sony/BMG France)
  - include piesa "Land and Freedom"
- Galaxies part one, on Oxycanta, Ultimae Records 2006
- Galaxies part one, New Age Magazine, n° 167 2006
- They will come, on Markus Mengert For Cycling 7, Music Motion 2007
- Twilight Sun, on Trésors Zen, Sony/BMG 2007
- Altered State, on Opus Iridium, Suntrip 2008
- Altered State (Kumharas mix), on Kumharas 6, Space Tepee 2008
- Life², on Markus Mengert For Cycling 8, Music Motion 2008
- Galaxies part 1 @ 2, on Buddha Zen Chillout, SoulCandi 2008
- Dust and Daffodils, on Air, Altar Records 2009
- Marianna Falls, on Water, Altar Records 2009
- Voice of the desert, on Mahamaya 5 Years, IT Records 2009
- Longing for silence, on Imaginary friends, Ultimae Records 2009
- Crossroads Limiter, on Fire, Altar Records 2009
- Blood Pressure, on Vital Signs, Celestial Dragon Records 2010
- An Talamh, on Earth, Altar Records 2010
- Everlasting, on Ether, Altar Records 2010
- Vangelis, on The missing elements, Altar Records 2011
- Millenium 3, on Fahrenheit Project part seven, Ultimae Records 2011
- Volte Face, on Shanti Broadcast Volume 1, Audio Ashram 2011